# Iónok

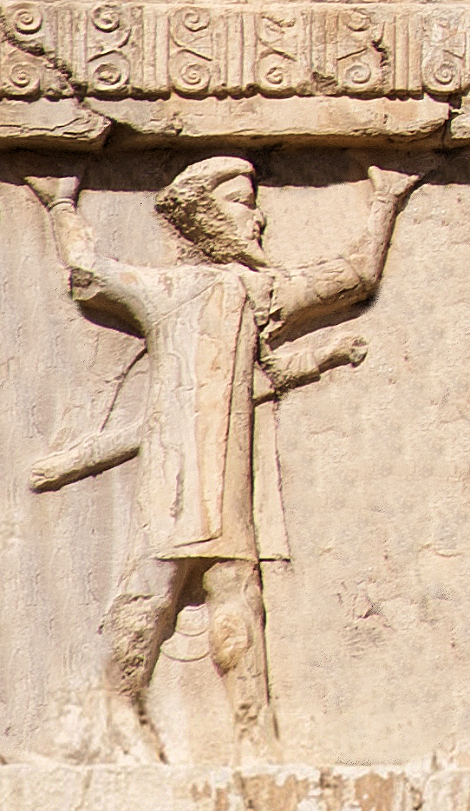
Ión katona (óperzsa ékírás 𐎹𐎢𐎴, Yaunā) a Achaemenidák hadserege, i. e. 480 körül. I. Xerxész sírdombormű.

Az iónok (görögül: Ἴωνες, Íōnes,  Ἴων, Íōn) a Hellasz négy alapító törzsének egyike (a dórokkal, akhájokkal és aiolokkal együtt). Az i. e. 16. századra tehető betelepülésük és jelentőségük szerint is az elsők közé tartoznak. Az ékiratokban Juna, a hieroglifákban Junan, az ótestamentumban Javan, a hinduk szent könyveiben Javana. Nevükhöz fűződik az itáliai Puglia régiótól délre található Jón-tenger..  A Ióniai nyelvjárás egyike volt a három fő nyelvi felosztásának a hellén világ, a dóriai és az aeolikus nyelvjárásokkal együtt.
A népességre vonatkoztatva a „ióniai” több csoportot is meghatároz a klasszikus Görögországban. Szűkebb értelemben a kifejezés a Kis-Ázsiában található Iónia régióra vonatkozott. Tágabb értelemben az ión nyelvjárás valamennyi beszélőjének megnevezésére is használható, amely a tulajdonképpeni Ióniában élőkön kívül magában foglalta Euboea, a Kükládok görög lakosságát és számos ión telepesek által alapított várost. Végül a legtágabb értelemben mindazok leírására használható, akik az keleti görög csoport nyelveit beszélték, amelybe beletartozott az Attikai is.
A szigorú és militarista dórokkal ellentétben az iónok a filozófia, a művészet, a demokrácia és az élvezetek iránti szeretetükről híresek – ión vonásokról, amelyeket leginkább az Athéniak fejeztek ki.
Az ión görög az ógörög attikai-ión vagy keleti dialektuscsoport egyik aldialektusa volt.

## Történelmük
Az alapító mítosz, amely a klasszikus korszakban volt elterjedt, azt sugallta, hogy az iónok Ion, Xuthus fia után kapták a nevüket, aki az északi Peloponnészosz vidékén, Aigialeiában élt. Amikor a dórok megszállták a Peloponnészoszt, kiűzték az akhájokat az Argolidból és Lacedaemoniából. Az elűzött akhájok Aigialeiába költöztek (ami ezután Achájia néven ismert), akik viszont az iónokat űzték el Aigialeiából. Az iónok Attikába költöztek, és elvegyültek Attika helyi lakosságával, később pedig sokan kivándoroltak Kis-Ázsia partvidékére, megalapítva a történelmi Ión régiót, ahonnan kiszorították Lüdia és Kária őslakóit. Ott gyökeret vertek, elfoglalták Számoszt és Khioszt és megalapították 12 városból álló szövetségüket (a dodekapoliszt) a következő városokkal: Epheszosz, Erüthrai,  Klazomenai, Kolophón, Lebedosz, Milétosz, Müusz, Phókaia, Priéné, Szamosz, Teósz és Khiosz. Volt közös szentélyük, a Paniónion, Epheszosz közelében, Poszeidón templomában, ahol minden évben ünnep és tanácskozás céljából összejöttek.
A szomszéd birodalmak (Lüdia, Perzsia) tisztelték ezt a belső szervezetet, sőt a perzsa uralom alatt fejlődött ki az iónok gyarmatpolitikája a Földközi-tenger mellékén. Akkor keletkezett csaknem az összes gyarmat a Márvány-tenger és a Fekete-tenger mellett, Abüdosztól és Küzikosztól Trapezuntig és Pantikapaionig. Így lettek Fönícia versenytársai keleten, Karthágó és Etruria ellenlábasai nyugaton.
I. e. 550 körül a lüdiai király, Kroiszosz szinte egész Kis-Ázsiát uralma alá vonta, és a görög városokat  fennhatósága alá helyezte. De már i. e. 547/46-ban a Lüdiai Birodalom a Perzsák kezére került. A jón városok a szigetek kivételével adókötelesek voltak. Amíg a virágzó gazdaság, amely a jón városokat virágzóvá tette, nem szenvedett csorbát, a perzsa uralmat nem tekintették tehernek. Éppen ellenkezőleg, az új urak elsősorban vásárlók voltak, elvégre a Perzsiának a görög kikötőkre volt szüksége a birodalom nyugati részén folytatott kereskedelmi ügyletei lebonyolításához. A Fekete-tengeri régió és Egyiptom felé irányuló perzsa hadjáratok azonban elvágták Ióniát a legfontosabb kereskedelmi útvonalaktól. Csak most alakult ki ellenállás a perzsa zsarnokság ellen. A perzsák által levert ión felkelés i. e. 500/499 és 494 között volt az első katonai összecsapás a görögök és a perzsák között.
A peloponnészoszi háborúban Athénnel tartottak, s ezért büntetésül az Antalkidasz-féle béke ismét kiszolgáltatta őket Perzsiának (i. e. 387). Bár politikailag megtörve, de szellemileg tovább virágzottak, különösen a Nagy Sándort követő hellenisztikus korszakban.

## Ión stílus
Az i. e. 7. és i. e. 6. században a kis-ázsiai partvidék görög települései körében egy olyan művészi irányzat alakult ki, amire a fejlett díszítőkultúra, elegancia jellemző (lásd pl.: ión oszolpok). Legfőbb motívumai a keleti műalkotásokból került át.

## Ión filozófiai iskola
Az i. e. 6. században a jón tengerparti városok, mint például Milétosz és Epheszosz, a természetről való hagyományos gondolkodás forradalmának középpontjába kerültek. Ahelyett, hogy a természeti jelenségeket a hagyományos vallásra/mítoszra támaszkodva magyarázták volna, a kulturális légkör olyan volt, hogy az emberek a személyes tapasztalatokból és mély elmélkedésből származó elképzelések alapján kezdtek hipotéziseket alkotni a természeti világról. Ezeket az embereket – Thalész és követői után – physiologoinak nevezték, akik a természetről értekeztek. Szkeptikusak voltak a természeti jelenségek vallási magyarázatával szemben, és ehelyett tisztán mechanikus és fizikai magyarázatokat kerestek. Döntő jelentőségük volt a természet tanulmányozásához való „tudományos hozzáállás” kialakulásában.